# Pavlice (Repubblica Ceca)
Pavlice è un comune della Repubblica Ceca facente parte del distretto di Znojmo, in Moravia Meridionale.